# Traminer
I Traminer sono dei vitigni di Vitis vinifera legati dallo stesso fogliame e contraddistinti solo dal colore delle bacche e dai profumi delle uve.

## Storia
Molti fanno riferimento al paese altoatesino di Termeno come il luogo di nascita di questa famiglia di vitigni. La ampelografia non sempre sa se il vitigno sia effettivamente originario di quel luogo o se vi sia solo stato coltivato.

## Vitigni Traminer

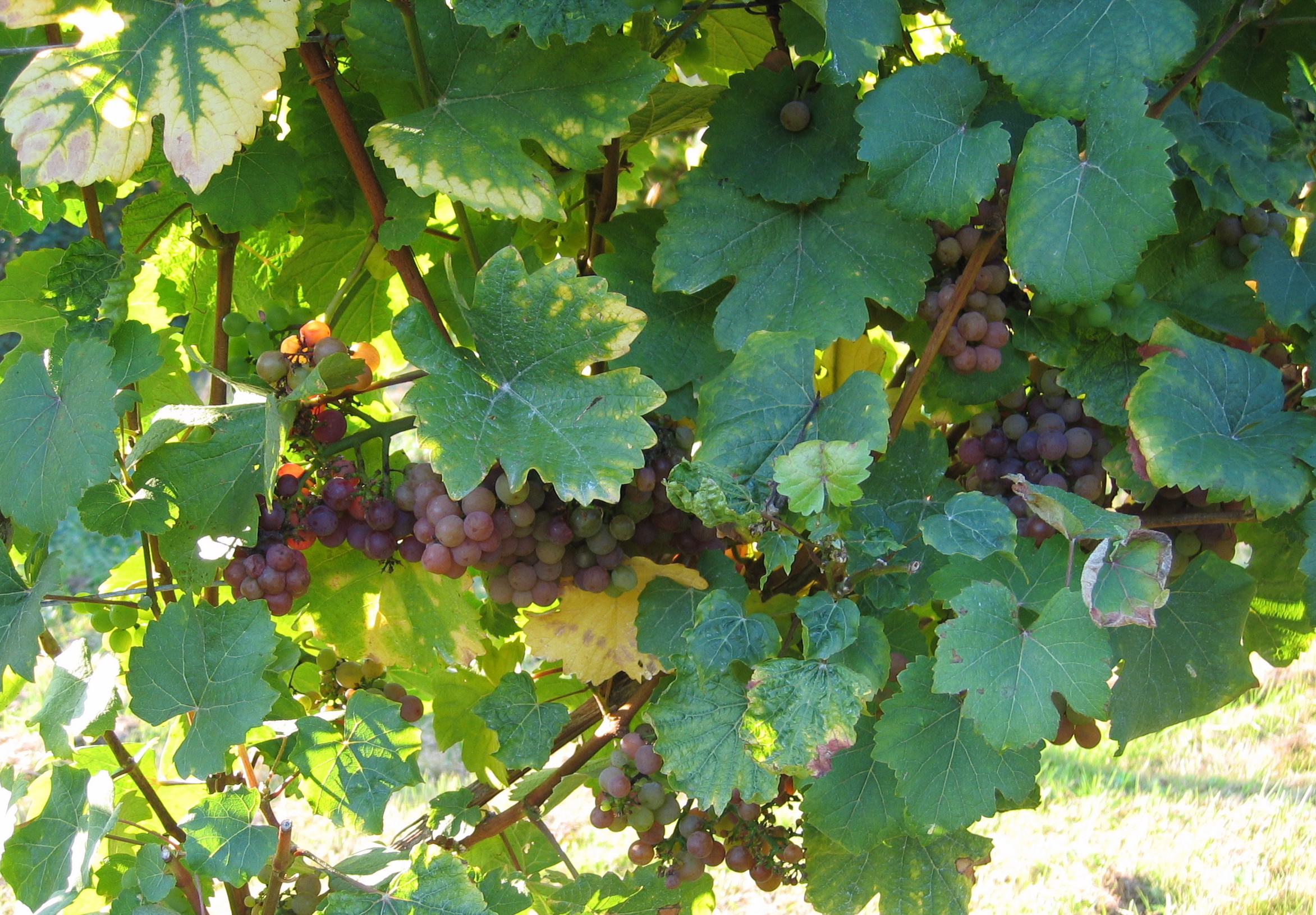
Grappolo di savagnin rose Rs.

- Aubin B: la piccola varietà coltivata nella Lorena discende dal bianco Savagnin e dal Gouais
- Gewurztraminer Rs: una forma molto aromatica di savagnin rosa (in Germania, Gewürz significa « condimento/spezia ») ;
- Petit meslier: uve di Champagne coltivate in lieve pendenza dal Savagnin bianco e dal Gouais
- Savagnin blanc B[2]: il weißer traminer in tedesco ;
- Savagnin rose Rs: il traminer dei tedeschi; nella viticoltura d'Alsazia è chiamato Klevener de Heiligenstein